# Avima
Genre
Synonymes
- Trinella Goodnight & Goodnight, 1947 nec Bory de Saint Vincent, 1827
- Vimula Roewer, 1949
- Leiostenus Šilhavý, 1973
- Phalangozea Muńoz-Cuevas, 1975

Avima est un genre d'opilions laniatores de la famille des Agoristenidae.

## Distribution
Les espèces de ce genre se rencontrent dans le Nord de l'Amérique du Sud.

## Liste des espèces
Selon World Catalogue of Opiliones (15/03/2024) :
- Avima albidecorata (Šilhavý, 1979)
- Avima albimaculata (González-Sponga, 1998)
- Avima albiornata (Goodnight & Goodnight, 1947)
- Avima anitas Porto & Colmenares, 2014
- Avima azulitai (Rambla, 1978)
- Avima bicoloripes Roewer, 1949
- Avima bordoni (Muñoz-Cuevas, 1976)
- Avima bubonica (González-Sponga, 1987)
- Avima chapmani (Rambla, 1978)
- Avima checkeleyi (Rambla, 1978)
- Avima chiguaraensis (González-Sponga, 1987)
- Avima falconensis (González-Sponga, 1987)
- Avima flavomaculata (González-Sponga, 1987)
- Avima glabrata (González-Sponga, 1998)
- Avima granulosa (González-Sponga, 1998)
- Avima intermedia (Goodnight & Goodnight, 1947)
- Avima matintaperera (Pinto-da-Rocha, 1996)
- Avima naranjoi (Soares & Avram, 1981)

- Avima octomaculata (Roewer, 1963)
- Avima olmosa Roewer, 1956
- Avima palpogranulosa (González-Sponga, 1981)
- Avima quadrata (González-Sponga, 1987)
- Avima scabra (Roewer, 1963)
- Avima severa (Soares & Avram, 1981)
- Avima soaresorum (Pinto-da-Rocha, 1996)
- Avima subparamera (González-Sponga, 1987)
- Avima troglobia (Pinto-da-Rocha, 1996)
- Avima tuttifrutti García & Pastrana-Montiel, 2021
- Avima venezuelica Soares & Avram, 1981
- Avima wayuunaiki  García, González Vargas & Gutiérrez Estrada, 2022

## Publication originale
- Roewer, 1949 : « Über Phalangodiden I. (Subfam. Phalangodinae, Tricommatinae, Samoinae.) Weitere Weberknechte XIII. » Senckenbergiana, vol. 30, p. 11–61.